# (46280) Hollar
(46280) Hollar (2001 KD18) – planetoida z pasa głównego asteroid okrążająca Słońce w ciągu 4,43 lat w średniej odległości 2,7 au Odkryta 21 maja 2001 roku.
Nazwana na cześć XVII-wiecznego czeskiego grafika i rysownika Václava Hollara.